# Krajobrazna ekologija
Krajobrazna ekologija je grana ekologije i geografije koja proučava prostornu razliku elemenata u krajobrazu (poput polja, živica, šuma, rijeka i gradova) i načine na koje njihova raspodjela utječe na raspodjelu i protok energije i pojedinaca u okolini (koji onda mogu utjecati na raspodjelu samih elemenata). Krajobrazna ekologija se tipično bavi problemima u primijenjenom i holističkom kontekstu. Termin krajobrazna ekologija skovao je njemački geograf Carl Troll 1939. godine (Troll 1939). On je razvio terminologiju i mnoge koncepte krajobrazne ekologije kao dio svog ranog rada, primijenivši interpretaciju zračnih snimaka na proučavanje interakcija između okoline i vegetacije.
Središnje teorija krajobrazne ekologije nastala je iz MacArthurove i Wilsonove Teorije otočne biogeografije (The Theory of Island Biogeography). To djelo smatra zajednicu flore i faune na otocima posljedicom kolonizacije iz kopnene stabljike i stohastičnog izumiranja. Koncepti otočne biogeografije su generalizirani od fizičkih otoka kako bi apstrahirali krpice habitata prema Levinsovu metapopulacijskom modelu. Ta generalizacija je potaknula rast krajobrazne ekologije pošto je konzervacijskim biolozima pružila novo oruđe za određivanje načina na koji habitatna fragmentacija utječe na populacijsku održivost. Nedavni rast krajobrazne ekologije mnogo duguje razvoju tehnologije geografskog informacijskog sustava (GIS) i dostupnosti široko opsežnih habitatnih podataka (npr. daljinsko snimljene satelitske slike ili zračna fotografija)

## Više informacija
- Biogeografija
- Ekologija
- Ekotop

## Vanjske poveznice
- Međunarodno udruženje za krajobraznu ekologiju
- Krajobrazna ekologija  Arhivirana inačica izvorne stranice od 7. rujna 2008. (Wayback Machine) - Glavni znanstveni dnevnik o krajobraznoj ekologiji
- Američko regionalno udruženje Međunarodnog udruženja za krajobraznu ekologiju  Arhivirana inačica izvorne stranice od 4. rujna 2012. (Wayback Machine)